# Aranyospolyáni református templom
Az aranyospolyáni református templom műemlékké nyilvánított templom Romániában, Kolozs megyében. A romániai műemlékek jegyzékében a CJ-II-m-B-07790 sorszámon szerepel.

## Története
A templom építéséről nincs írásos adat, korát a stílusjegyek alapján következtették ki. Entz Géza a templom építését a 14. századra teszi, a hivatalos műemlékjegyzékben 15. századiként szerepel. 1789-ben felújították; erre a déli bejárat feletti felirat utal. 1848-ban a román felkelők a faluval együtt feldúlták, de a gyülekezet kijavíttatta. A harang 1855-ből származik, Az egyházközség irattára nem maradt fenn, ezért a templom újkori történetéhez sincsenek adatok. 1997-ben a műemléki hatóságok megkerülésével felújították, ekkor alakították ki a ma látható templombelsőt. Ekkor távolították el a hajó nyugati falának koronáján található 18. századi festett frízeket is.

## Leírása
Alaprajza hosszúkás sokszöget formáz, ehhez csatlakozik a nyugati oldalon a torony. A torony csúcsíves kapuzata és lóhereívvel záródó ablakai a gótikára jellemzőek. Szintén erre a korszakra utal a torony alja és a templomhajó közötti csúcsíves bejárat kerete.
A lakkozott lambériás és kopjafás faragású kazettás mennyezettel fedett belsőt 1997-ben alakították ki. 